# Strada Alexandru Bernardazzi din Chișinău
Strada Alexandru Bernardazzi (din 1834 și până în 1918 – str. Kuznecinaia („Fierarilor”); 1918-1924 – str. B. P. Hasdeu; în 1924-1944 – str. I Heliade Rădulescu; în 1944-1981 – str. Kuznecinaia; începând cu anul 1981 poartă numele actual) este o stradă din centrul istoric al Chișinăului. 

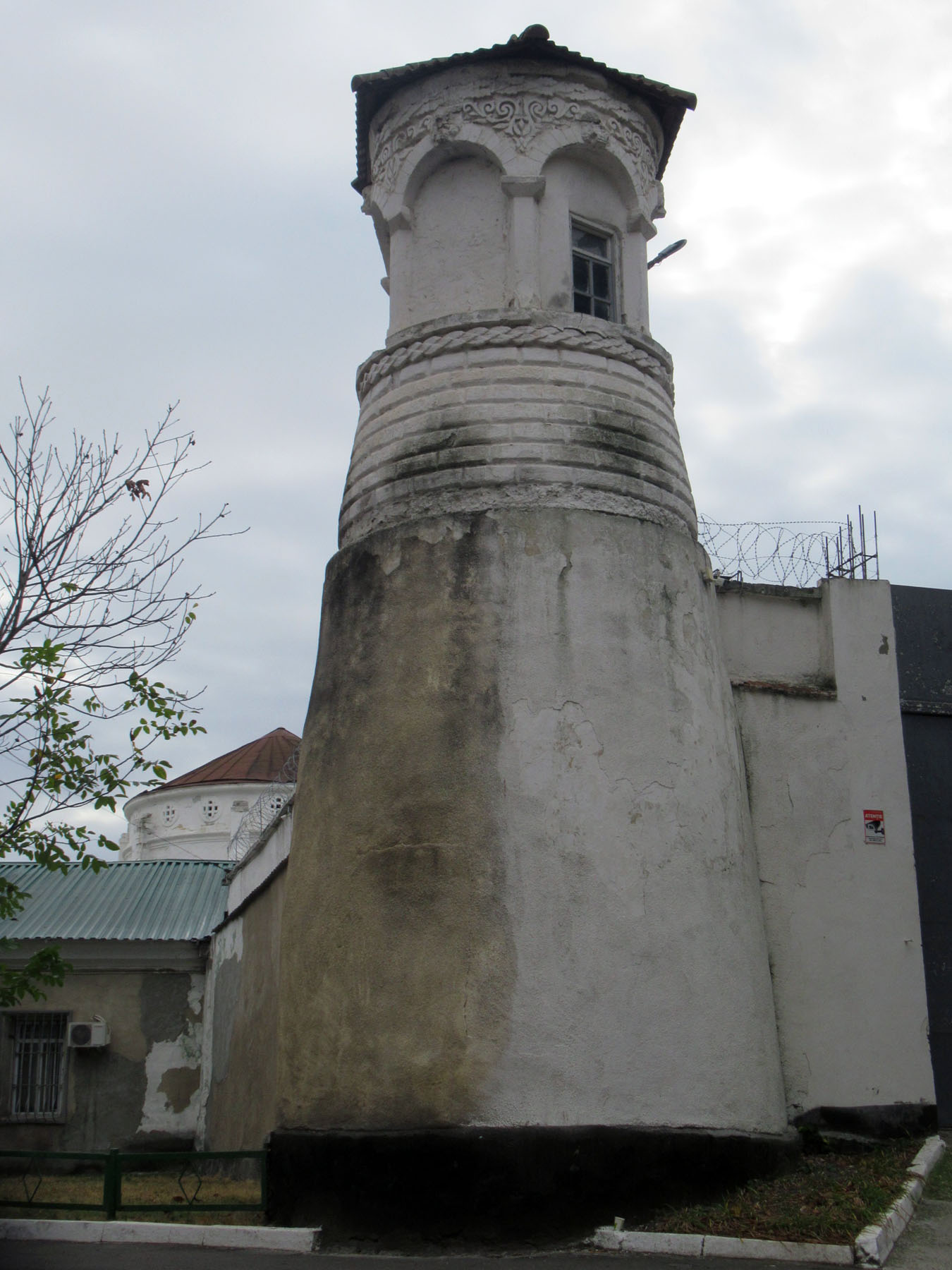
turnul castelului-închisoarii

De-a lungul străzii sunt amplasate o serie de monumente de arhitectură și istorie (casa individuală, nr. 15, casa de raport, nr. 17, vila urbană, nr. 52, casa individuală, nr. 59, casa individuală, nr. 62, casa individuală, nr. 64, casa individuală, nr. 95, casa lui M. V. Karcevski etc), precum și clădiri administrative (cămine studențești ale Universității de Stat din Moldova, biserica adventistă „Bethel”, Grădinița Nr. 46, Penitenciarul Nr. 13, și altele). 
Strada începe de la intersecția cu str. Ismail, intersectând alte 6 artere și încheindu-se la intersecția cu str. Pușkin.  

## Legături externe
- Strada Alexandru Bernardazzi din Chișinău la wikimapia.org